# Робърт II Стюарт
Робърт II Стюарт (2 март 1316 – 19 април 1390) е крал на Шотландия от 1371 до 1390 г. Той е първият представител на династията Стюарт на шотландския престол.

## Произход и младежки години
Робър е роден през 1316 г. и е син на Уолтър Стюарт и на Марджори Брус – дъщеря на шотландския крал Робърт I. От майка си наследява правото върху шотландския престол. Още през 1318 г. Парламентът обявява Робърт за наследник на все още бездетния шотландски крал Робърт I. Такъв той остава до 1324 г., когато на Робърт I се ражда син – бъдещият Дейвид II.
Един от най-крупните шотландски магнати и най-близък родственик на краля, Робърт продължава да играе важна роля в управлението на Шотландия. През 1332 г. младият Робърт участва в битката срещу привържениците на рода Болиол, а след поражението на шотландците в битката при Халидон Хил (юли 1333 г.) Робърт укрива крал Дейвид II в Дъмбартън до отплаването му за Франция. След заминаването на краля, Робърт е избран за един от регентите, които да управляват кралството в отсъствието на Дейвид II.

## Регент на Дейвид II (1334 – 1357)
Първоначално регентите постигат множество успехи и успява да прогонят англичаните от западната част на страната, но пленяването на регента Джон Рандалф от англичаните и нападението на англо-ирландския флот върху владенията на Стюартите през 1335 г. принуждават Робърт да сключи примирие с Едуард III. Рандалф е освободен, но скоро Робърт успява да го отстрани от регентския пост и да започне да управлява самостоятелно.
Дейвид II се завръща в Шотландия през 1341 и Робърт е отстранен от властта. Противоречията между тях стават толкова големи, че по време на битката при Невилс Крос през 1346 г. Робърт напуска бойното поле заедно с хората си, което дезорганизира шотландските редици и спомага за пленяването на Дейвид II от англичаните. В резултат Робърт отново поема управлението на страната като регент.
За разлика от енергичния си дядо, Робърт не се отличава с особени военни и организационни умения. В периода на второто му регентство от 1347 до 1357 Шотландия е обхваната от административен хаос, доходите на хазната рязко спадат, вълненията и междуособиците между бароните се увеличават, а англичаните окупират южните части на страната. Преговорите с англичаните за освобождаването на Дейвид II се оказват доста трудни. Едва през 1357 г. след множество компромиси е постигнато споразумение за огромен откуп за пленения крал и Дейвид II се завръща в страната.
След като се завръща, Дейвид II започва да провежда важни реформи за стабилизирането на финансовото състояние на страната, които обаче не срещат одобрението на много шотландски магнати начело с Робърт. Робърт се съюзява с шотландските барони от западната част на Шотландия, в която все още се пазят келтският език и култура. Вторият брак на краля и симпатиите му към идеята англичанин да го наследи на престола засилват противоречията между Дейвид II и Стюарт. През 1368 г. се стига до арестуването на Робърт, което слага край на проявите на недоволство в страната.

## Крал на Шотландия (1371 – 1390)
След смъртта на Дейвид II през 1371 г. като най-близък негов роднина Робърт е коронован за крал на Шотландия на 26 март 1371 г., с което започва тривековното управление на Стюартите в Шотландия.

### Вътрешна политика
По всеобщо мнение Робърт II не се отличава с особени държавнически умения. Още същата година срещу управлението на Стюарт избухва бунт, начело с друг претендент на короната – граф Уилям Дъглас. Робърт предпочита да си осигури спокойствие, като ожени една от дъщерите си за сина на Дъглас и предостави ред държавни постове на негови хора. Това засилва влиянието на шотландските магнати, които фактически установяват контрол над кралската власт при управлението на Робърт II и сина му. Същевременно в Шотлания започва процес на „стюартизация“ на страната чрез раздаването на обширни поземлени владения на членовете на голямото кралско семейство и на неговите родственици, така че към 1377 г. половината от графовете в страната са членове на рода Стюарт.
Отличителна черта на управлението на Робърт II е рязкото спадане на приходите на държавната хазна, за което спомага предоставянето на значителни данъчни привилегии на шотландските барони и чиновници, значителното отчуждаване на земи от домена на короната, но най-пагубно се отразява спирането на практиката на подоходното облагане, което съкращава приходите на короната наполовина. Средствата, събрани в последните години от управлението на Дейвид II, са бързо разпилени.
Разлагането на кралската администрация при Робърт II и своеволията на бароните принуждава шотландския парламент да изземе през 1384 г. съдебно-административните правомощия на краля и да ги повери в ръцете на най-големия му син – Джон. Pо този начин Робърт II фактически е отстранен от управлението на страната.

### Външна политика
Същевременно възкачването на Робърт II не променя външната политика на страната. През 1371 между Франция и Шотландия е сключен т.нар. Венсенски договор, според който Шотландия се задължавала да не сключва сепаративен мир с Англия. През 1378 г. в Европа се случва големия разкол в Католическата църква. Докато Англия застава на страната на Римския папа, Шотландия подкрепя авиньонските папи. Отбягвайки преки сблъсъци с Англия Робърт II продължава да изплаща откупа за освобождаването на предшественика си.
Смъртта на Едуард III през 1377 г. премахва опасността за независимостта на Шотландия. От това се възползват шотландските барони, които в условията на кралска пасивност, започват погранична война с Англия. През 1384 след примирието, шотландските войски на Арчибалд Дъглас завладяват Лохмабен и прогонват англичаните от Графство Анандейл. За продължаване на операциите срещу Англия в Шотландия пристига френски експедиционен корпус начело с генерал Жан дьо Виен. Френско-шотландското военно сътрудничество обаче не дава резултат и след похода на младия Ричард II срещу Единбург Робърт II решава да сключи примирие. Но през 1388 г. шотландските барони начело с граф Джеймс Дъглас нахлуват в Графство Нортъмбърланд и разбиват войските на графа на Нортъмбърланд при Отерберн.
Робърт II Стюарт умира на 19 април 1390 г. в замъка Дъндоналд, Южен Еършър, Шотландия.

## Фамилия
Робърт II се жени два пъти.
Първи брак: през 1349 г. с Елизабет Мур, дъщеря на сър Адам Мур. От нея Робърт II има десет деца:
- Маргарет
- Джон (Робърт III Стюарт) (1337 – 1406)
- Уолтър Стюарт (1338 – 1363), граф на Файф
- Робърт Стюарт (1339 – 1420), херцог на Олбани
- Марджори Стюарт
- Джейн Стюарт
- Изабел Стюарт († 1410)
- Елизабет Стюарт
- Катрин Стюарт

Втори брак: през 1355 г. с графинята на Рос Еуфемия, която му ражда четири деца:
- Дейвид Стюарт (* 1356)
- Уолтър Стюарт (1360 – 1437)
- Маргарет Стюарт
- Елизабет Стюарт
- Егидия

Освен това Робърт II има множество извънбрачни деца от своите любовници.